# Лизогубы
Лизогу́бы (укр. Лизогуби, пол. Lisohuby) — казацко-старшинский, позже российский дворянский род украинского происхождения.
Иван и Яков Кондратовы, прозванные по отцу Лизогубами, принимали участие в гетманских междоусобицах, начавшихся по смерти Богдана Хмельницкого, и скоро выдвинулись из числа рядовых реестровых казаков в казацкую старшину.
Иван Лизогуб (ум. 1698) уже в 1661 году был уманским полковником. Яков Лизогуб ездил посланцем в Москву (1667) от гетмана Брюховецкого. После смерти последнего был сторонником и генеральным есаулом гетмана Дорошенко, затем перешёл на сторону Самойловича. В 1696 году оказал Петру I при взятии Азова большие услуги, каковые малорусские летописи приписывают ему одному.
Внук его, Яков Ефимович (ум. 1749), в 1717 году выбран был гетманом Скоропадским в число генеральной старшины, которая, по смерти Скоропадского, управляла Гетманщиной под главенством Павла Полуботка; в 1724 году отвезён в Петербург и предан суду по обвинению в единомыслии с Полуботком. После восстановления гетманства (1728) назначен генеральным обозным. В 1745 году принадлежал к числу депутатов, ездивших в Петербург с ходатайством о вторичном восстановлении гетманства.
Наиболее известными представителями рода стали украинский общественный, политический и государственный деятель Фёдор Лизогуб, а также его брат революционер и народник Дмитрий Лизогуб.
- Татьяна Семёновна Лизогуб (1743—1835) — дочь бунчукового товарища Семёна Лизогуба, жена А. Д. Гоголь-Яновского, мать В. А. Гоголь-Яновского и бабушка Н. В. Гоголя.

Род Лизогубов внесён в VI часть родословной книги Черниговской губернии. На их средства построены некоторые замечательные сооружения Черниговщины, как, например, Екатерининская церковь.

## Описание герба
В поле червлёном вооружённая мечом и латами рука, сопровождаемая в середине кавалерским серебряным крестом.
Щит увенчан дворянскими шлемом и короной. Нашлемник: три страусовых пера. Намёт на щите красный, подложенный серебром.

## Известные представители
- Кондратий Иванович Кобыза Лизогуб (ок. 1575—до 1649) — зажиточный мещанин, после сотник местечка Гельмязов Переяславского полка[2].
  - Лизогуб, Иван Кондратьевич (? — 1662) — каневский полковник Войска Запорожского.
  - Лизогуб, Яков Кондратьевич (? — 1698) — генеральный есаул Войска Запорожского, каневский и черниговский полковник.
    - Лизогуб, Ефим Яковлевич (? — 1705) — генеральный бунчужный и хорунжий Войска Запорожского, черниговский полковник.
      - Лизогуб, Андрей Ефимович (1673—1737) — значный товарищ, сотник Конотопский (1716—1719).
      - Лизогуб, Яков Ефимович (1675—1749) — генеральный обозный и бунчужный Войска Запорожского.
      - Лизогуб, Семён Ефимович (? — 1734) — бунчуковый товарищ, участник польского похода; сын Е. Я. Лизогуба[3].
        - Лизогуб, Иван Яковлевич (? — до 1749) — бунчуковый товарищ.
        - Лизогуб, Григорий Яковлевич (? — ?) — бунчуковый товарищ.
        - Лизогуб, Илья Яковлевич (? — 1781) — бунчуковый товарищ, наказной прилуцкий полковник (1774), Малороссийский полковник (1776).
          - Лизогуб, Яков Иванович (ок. 1720 — ?) — бунчуковый товарищ.
            - Лизогуб, Яков Яковлевич (ок. 1747—1810) — корнет в отставке, судья Городницкого уезда Черниговской губернии.
            - Лизогуб-Кобызевич, Василий Яковлевич — коллежский асессор, председатель Черниговской Верхней Земской Расправы.
            - Лизогуб, Иван Яковлевич (1762—1818), предводитель дворянства (маршалок) Черниговской губернии.
              - Лизогуб, Яков Иванович (ок. 1786 — ?) — переводчик при Императорском Московском театре[4].
              - Лизогуб, Илья Иванович (1787—1867) — русский офицер и композитор.
              - Лизогуб, Александр Иванович (1790—1839) — генерал-майор, участник Наполеоновских войн.
              - Лизогуб, Виталий Иванович (1791—1869) — полковник лейб-гвардии Уланского полка; участник Отечественной войны 1812 года[5].
              - Лизогуб, Василий Иванович (1799—1870) — русский военачальник.
Лизогуб, Варвара Ипполитовна (в девичестве Петровская) — русская поэтесса и писательница XIX века, жена предыдущего.
              - Лизогуб, Андрей Иванович (1804—1864) — помещик, художник-любитель. Друг украинского поэта и художника Тараса Шевченко.
                - Лизогуб, Илья Андреевич (1846—1906) — русский юрист, чиновник министерства юстиции.
                - Лизогуб, Дмитрий Андреевич (1849—1879) — русский революционер, народник.
                - Лизогуб, Фёдор Андреевич (1851—1928) — украинский государственный деятель, атаман-министр правительства гетмана П. П. Скоропадского (1918).